# Fertőhomok
Fertőhomok là một thị trấn thuộc hạt Győr-Moson-Sopron, Hungary. Thị trấn này có diện tích 12,61 km², dân số năm 2010 là 594 người, mật độ 47 người/km².